# Altopiano di Piné
L'altopiano di Piné (Piné o Val de Piné nel dialetto trentino locale, Panai't in mocheno, Pineid o Pineidthal in tedesco, desueto) dista circa 22 km dal capoluogo Trento. È suddiviso in due comuni: Baselga di Piné e Bedollo. Fa parte di due distinti bacini imbriferi, del Fersina (rio Silla e rio Negro) e dell'Avisio (rio Regnana e rio Brusago).
Posto al di sopra dei 900 m s.l.m., l'altopiano (o valle) di Piné è inciso da nordest a sudovest tra montagne di rocce vulcaniche effusive: sono le estreme propaggini a sudovest della catena del Lagorai.

## Geografia
Dal punto di vista geografico, Piné è una zona alquanto complessa, nonostante la sua modesta estensione.
La zona di Montagnaga, Faida, Miola e Vigo (nonché ex comune di Miola) e di gran parte di Tressilla, costituisce il vero e proprio altopiano di Piné, caratterizzato da pianori, conche e dossi (dei quali il più alto è il dosso di Miola - 1076 m). Unica eccezione di questa zona è la Valle del Rio Negro, formatasi in seguito alla deviazione glaciale del principale torrente che scorreva a Piné.
L'altopiano è completamente aperto ad ovest e ciò comporta un notevole aumento delle ore di sole giornaliere, nonché la visione delle Dolomiti di Brenta dalla gran parte dei punti dell'altopiano. Ad ovest del limite occidentale dell'altopiano di Piné si sviluppa la valle di Fornace, che divide l'altopiano pinetano dall'Altopiano dell'Argentario.
Da Baselga a Brusago, invece, si estende la Valle di Piné, caratterizzata da due valli perpendicolari (valle del Rio di Regnana e valle del Rio di Brusago) formatesi per antichi fenomeni geologici di cattura fluviale. Per questi fenomeni, Piné appartiene a due bacini idrografici diversi (zona dell'altopiano - bacino del Fersina: Rio Negro e Rio Silla, zona della valle - bacino dell'Avisio: Rio Regnana e Rio Brusago).
La media valle di Piné comprende l'avvallamento che si estende da Baselga fino al solco del Rio Regnana, mentre l'alta Valle si estende fino al limite nord: Brusago.

### Confini
- A ovest la media valle di Piné è separata dalla valle di Cembra, dal monte Ceramont (1515 m) e dai Dossi della Roggia (1250 m), modesta catena montuosa arrotondata dai ghiacciai quaternari. L'alta Valle è invece separata da quella di Cembra dal Dosso di Segonzano-Monte Gac' (1542–1593 m).
- Ad est l'altopiano e la media valle sono separati dalla valle dei Mocheni, dal lungo Dosso di Costalta (1955 m) - facente parte delle estreme propaggini sud-ovest della catena del Lagorai - e dalla sua relativa catena che si propaga verso sud. Dal Costalta nasce il torrente più importante: il rio Negro, che forma una piccola valle parallela a quella del rio Silla[3].
- L'alta valle di Piné è coronata a nord e a est dalle più alte cime del settore occidentale del Lagorai: Monte Croce (2488 m), Monte Fregasoga (2447 m) e Monte Ruioch (2432 m).

Il punto più alto dell'intero altopiano è la cima del monte Croce (2488 m); quello più basso misura 652 m e si trova al confine fra il comune di Baselga e Lona-Lases. L'altopiano di Piné è collegato con la vicina valle dei Mocheni tramite il passo Redebus (1453 m), per il quale passa una strada provinciale.

### Clima
L'altopiano di Piné presenta un clima temperato fresco. Mentre sulle cime con quota vicina o superiore ai 2000 m, il clima è temperato freddo

#### Estati
Le estati sono generalmente fresche e piovose. Durante gli anticicloni, le temperature massime sono solitamente comprese fra i 20 e i 30 °C. Nelle zone più aperte dell'altopiano, durante le giornate serene, si verifica il fenomeno delle brezze di valle e di monte, che mitigano la temperatura, soprattutto quella diurna. Anche per questo motivo, molto raramente le massime superano i 30 °C.
Gli anticicloni sono intervallati da brevi fronti freddi in cui si verificano temporali, seguiti da aria fresca.
Durante gli anticicloni, sono abbastanza frequenti i temporali di calore, che colpiscono più spesso la parte nordest di Piné (il comune di Bedollo). Questo è dovuto al fatto che, da Rizzolaga verso sud, la zona è un altipiano (il vero e proprio altopiano di Piné) e, da Rizzolaga verso nord, inizia la valle di Piné con monti anche abbastanza alti (attorno ai 2400 m), che ne favoriscono la formazione.

#### Inverni
Gli inverni sono abbastanza rigidi e talvolta la temperatura può scendere tra i -10° e i -15 °C. La neve cade spesso,  principalmente nel periodo compreso da fine novembre a fine febbraio. Spesso si verificano anche nevicate precoci (da ottobre a fine novembre) o tardive (da fine marzo a fine maggio). Durante gli inverni si verifica quasi sempre il completo congelamento dei laghi di Serraia e di Piazze.  Talvolta si verificano fenomeni di Fohn (detto ventessa o mangianeve nella parlata contadina pinetana), in cui la temperatura subisce un repentino e brusco aumento, talvolta superiore ai 15 °C. Il vento generalmente dura da 1 a 3 giorni (nel gennaio 2007, uno dei più caldi si sono avuti molti giorni di Fohn) e porta un improvviso scioglimento della neve e talvolta, può sciogliersi parzialmente il ghiaccio dei laghi.

### Laghi
Sull'altopiano ci sono 2 laghi principali: il lago della Serraia e il lago delle Piazze (artificiale). Ci sono anche laghi di estensione minore, come:
- il lago delle Buse (a pochi metri dalla frazione di Bedollo: Brusago)
- il laghetto delle Rane (piccolo stagno posto sui "dossi" di Baselga di Piné)
- il Laghestel (piccolo stagno che fa parte di una riserva naturalistica, riconosciuta nazionalmente)

### Monti

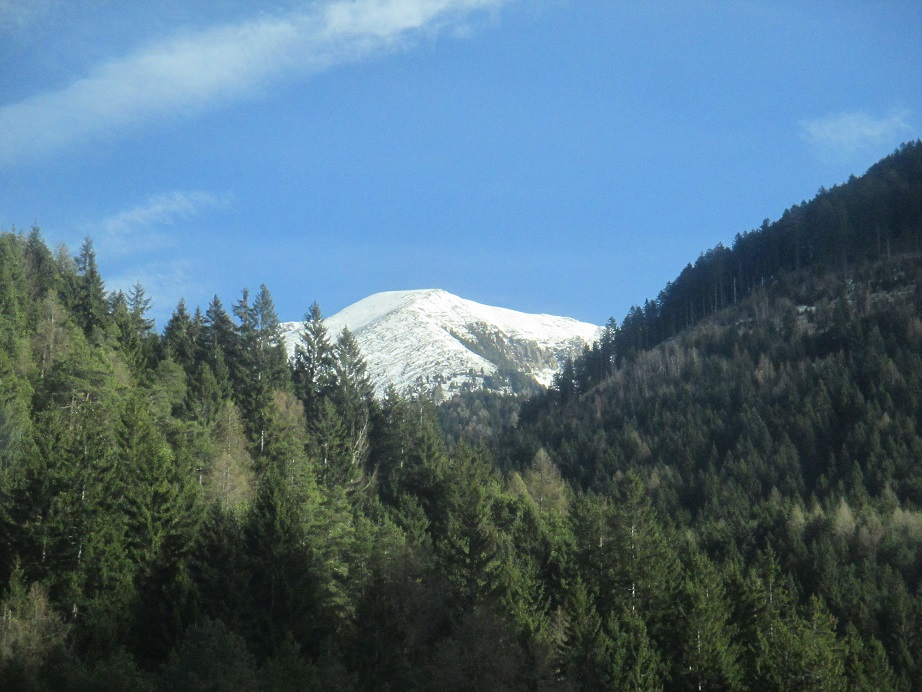
Il Monte Fregasoga (2452 m), nel Lagorai Occidentale, visto da Brusago.

| Monte                                   | Altitudine |
| --------------------------------------- | ---------- |
| Monte Croce                             | 2488 m     |
| Monte Fregasoga                         | 2447 m     |
| Monte Ruioch - Cima "Schliverlai Spitz" | 2432 m     |
| Pala delle Buse (comune Lona-Lases)     | 2408 m     |
| Monte Camin                             | 2328 m     |
| Baitol                                  | 2315 m     |
| Cima Uomo Vecchio/Oltmonn               | 2233 m     |
| Doss dei Cirmi                          | 2206 m     |
| Monte Cogne (comune Lona-Lases)         | 2171 m     |
| Monte Lemperpech                        | 2004 m     |
| Dosso di Costalta                       | 1955 m     |
| Campidei                                | 1812 m     |
| Gac'                                    | 1593 m     |
| La Brada                                | 1589 m     |
| Monte Ceramont                          | 1515 m     |
| Monte Calvo                             | 1410 m     |
| Dossi della Roggia                      | 1250 m     |

#### Dossi

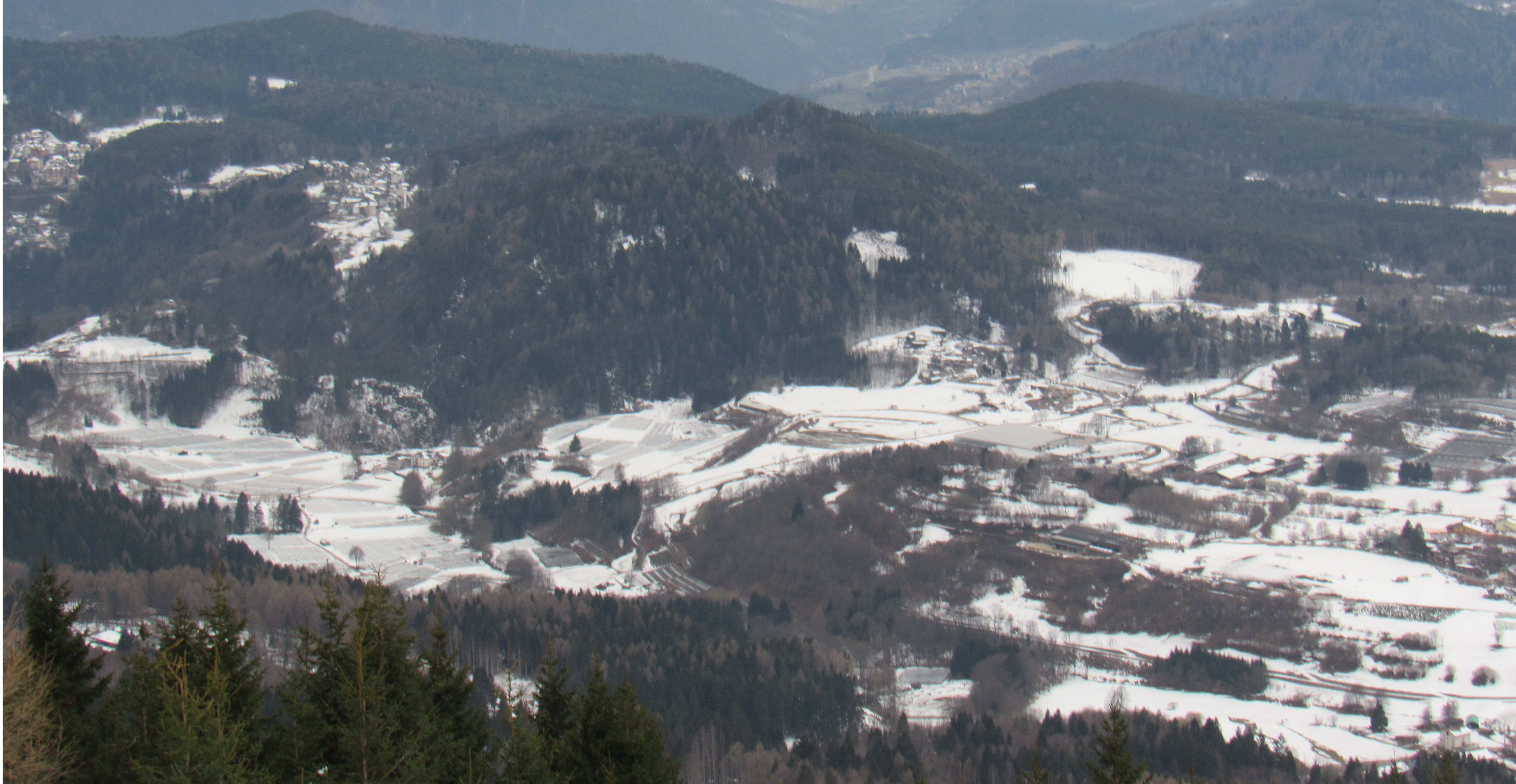
La zona di altopiano con i dossi, vista da una radura a 1400 m, sul Dosso di Costalta.

Segue una lista dei principali dossi che sorgono nella zona di Piné caratterizzata dall'altipiano.
| Dosso                                          | Altitudine | Frazione/i comunale di appartenenza                |
| ---------------------------------------------- | ---------- | -------------------------------------------------- |
| Dosso di Miola (Dòs de Miöla)                  | 1076 m     | Miola, Baselga, Ricaldo                            |
| Dòs de la Mót (o Dòs de la Pùrga)              | 1069 m     | Miola, Montagnaga                                  |
| Dosso della Clinga (Dòs de la Clìnga o Tlìnga) | 1063 m     | Miola, Montagnaga                                  |
| Dòs del Sas                                    | 1017 m     | Miola, Faida                                       |
| Dòs del Massalón                               | 1013 m     | Miola                                              |
| Dosso di Vigo (Dòs de Vich)                    | 990 m      | Vigo-Ferrari, Baselga, Tressilla                   |
| La Piatta (Piàta)                              | 984 m      | Miola                                              |
| Dosso Alto (Dòs Alt)                           | 978 m      | Montagnaga                                         |
| Dòs Alt                                        | 977 m      | Vigo-Ferrari                                       |
| Dòs del Tès                                    | 974 m      | Montagnaga                                         |
| Belvedere (Dòs del Belvedére)                  | 974 m      | Montagnaga, Vigalzano (comune di Pergine Valsugana |
| Dossedel (Dòs de la Bàgola o Dossedèl)         | 973 m      | Vigo-Ferrari, Tressilla                            |
| Dosso di Puel (Dòs del Pùel)                   | 963 m      | Montagnaga                                         |
| Lèien (o Lèjen)                                | 962 m      | Montagnaga                                         |
| Dòs de le Mòrf                                 | 950 m      | Montagnaga                                         |
| Póstel                                         | 946 m      | Montagnaga, Vigo-Ferrari                           |
| Dòs de Sant'Ana                                | 944 m      | Montagnaga                                         |
| Dòssi-Dòs de la Gràgola                        | 935 m      | Vigo-Ferrari, Tressilla                            |

### Frazioni

Mappa dell'altopiano di Piné
Frazioni dell'altopiano di Piné:
1. Miola
2.Faida
3.Baselga
4. Tressilla
5. Vigo
6. Montagnaga
7. San Mauro
8. Ricaldo
9. Sternigo
10. Campolongo
11. Rizzolaga
12. Piazze
13. Centrale
14. Bedollo
15. Regnana
16. Brusago

Nella seguente tabella ci sono tutte le frazioni dell'altopiano di Piné, con altitudine, abitanti e comune di appartenenza.
La popolazione totale di Piné era di 6 425 abitanti al 20 gennaio 2012. Gli abitanti elencati nella tabella qui sotto non sono aggiornati all'ultimo censimento.
| Nome paese                          | Altitudine (m s.l.m.) | Abitanti                   | Comune          |
| ----------------------------------- | --------------------- | -------------------------- | --------------- |
| Baselga di Piné                     | 964 m                 | 930                        | Baselga di Piné |
| Centrale (sede comunale di Bedollo) | 1059 m                | 141                        | Bedollo         |
| Bedollo                             | 1165 m                | 474                        | Bedollo         |
| Miola                               | 997 m                 | 1083                       | Baselga di Piné |
| Montagnaga                          | 882 m                 | 621                        | Baselga di Piné |
| San Mauro                           | 795 m                 | 80                         | Baselga di Piné |
| Vigo                                | 972 m                 | 287 (con Ferrari)          | Baselga di Piné |
| Tressilla                           | 914 m                 | 480                        | Baselga di Piné |
| Faida                               | 974 m                 | 305                        | Baselga di Piné |
| Ricaldo                             | 1010 m                | 234                        | Baselga di Piné |
| Sternigo                            | 1034m                 | 247 (con Sternigo al Lago) | Baselga di Piné |
| Rizzolaga                           | 1074 m                | 575 (con Campolongo)       | Baselga di Piné |
| Piazze                              | 1072 m                | 416                        | Bedollo         |
| Regnana                             | 1235 m                | 104                        | Bedollo         |
| Brusago                             | 1104 m                | 305                        | Bedollo         |